# 基褐綠刺蛾
基褐綠刺蛾（学名：Parasa consocia）又名褐边绿刺蛾，是屬於鱗翅目刺蛾科的一種昆蟲，主要分布于俄羅斯遠東地區、中国和日本、韓國以及台湾等地的低海拔森林。其幼虫颜色鲜艳，有许多枝刺和毒毛，因此也被称为杨剌子或洋辣子。以蔷薇科果树、农作物叶子为食，是林业害虫之一。